# Eugenio Espejo
Pour les articles homonymes, voir Espejo.
Francisco Javier Eugenio de Santa Cruz y Espejo[a] (Audience royale de Quito, 1747-1795) était un pionnier médical, écrivain et avocat d'origine métis dans l'Équateur colonial. 

## Biographie
Scientifique notable, hygiéniste, journaliste et écrivain, il est surtout considéré rétrospectivement comme un polémiste qui a inspiré le mouvement indépendantiste à Quito, l'une des figures les plus importantes de l'Équateur colonial. Il a été le premier journaliste et hygiéniste de Quito. 
En tant que journaliste, il a diffusé les idées du siècle des Lumières dans la Real Audiencia. 
Comme hygiéniste, il a composé un important traité sur les conditions sanitaires dans l'Équateur colonial qui comprenait intéressantes remarques sur les micro-organismes et la propagation de maladies.
Espejo est apprécié de son vivant comme satiriste : ses ouvrages satiriques, inspirés par la philosophie du Siècle des Lumières, critiquent le manque d'éducation de la Real Audiencia de Quito, de la façon dont l'économie était traitée dans l'Audiencia, la corruption de ses autorités, et les aspects de sa culture en général. En raison de ces œuvres, il a été persécuté et finalement emprisonné peu de temps avant sa mort.

## Œuvres
- Sermones para la profesión de dos religiosas (1778)
- Sermón sobre los dolores de la Virgen (1779)
- Nuevo Luciano de Quito (1779)
- Marco Porcio Catón o Memorias para la impugnación del nuevo Luciano de Quito (1780)
- Carta al Padre la Graña sobre indulgencias (1780)
- Sermón de San Pedro (1780)
- La Ciencia Blancardina (1781)
- El Retrato de Golilla (Attributed, 1781)
- Reflexiones acerca de un método para preservar a los pueblos de las viruelas (1785) Version en ligne (Espagnol)
- Defensa de los curas de Riobamba (1787)
- Cartas riobambenses (1787)
- Representaciones al presidente Villalengua (1787)
- Discurso sobre la necesidad de establecer una sociedad patriótica con el nombre de "Escuela de la Concordia" (1789)
- Segunda carta teológica sobre la Inmaculada Concepción de María (1792)
- Memorias sobre el corte de quinas (1792)
- Voto de un ministro togado de la Audiencia de Quito (1792) Version en ligne (Espagnol)
- Sermón de Santa Rosa (1793)